# Distretto di Zamość
Il distretto di Zamość (in polacco powiat zamojski) è un distretto polacco appartenente al voivodato di Lublino. Il capoluogo del distretto è la città di Zamość: il distretto contiene tutta l'area circostante la città, ma non la città stessa, che forma un powiat urbano separato. La popolazione, nel 2005, ammontava a 110.596 unità. Il distretto si estende per 1.872,27 km².

## Geografia antropica

### Suddivisioni amministrative
Il distretto comprende 15 comuni.
- Comuni urbano-rurali: Krasnobród, Szczebrzeszyn, Zwierzyniec
- Comuni rurali: Adamów, Grabowiec, Komarów-Osada, Łabunie, Miączyn, Nielisz, Radecznica, Sitno, Skierbieszów, Stary Zamość, Sułów, Zamość